# Stereotype (singel StayC)
Stereotype (hangul: 색안경 saeg-angyeong) – piosenka nagrana przez południowokoreańską grupę STAYC jako główny singel z ich pierwszego minialbumu o tym samym tytule. Piosenka została wydana 6 września 2021 r. przez High Up Entertainment.

## Kompozycja
Piosenka została napisana przez duet producentów Black Eyed Pilseung i Jeong Goon, w aranżacji Rado. Piosenka została opisana przez NME jako „future bass z syntezatorami podobnymi do fletu”.

## Promocja
Grupa wykonała „Stereotype” w kilku programach muzycznych: Music Bank 10 września, Show! Music Core 11 września, Inkigayo 12 września i The Show 14 września, gdzie zajęła po raz pierwszy w karierze pierwsze miejsce. Wykonały również piosenkę w You Hee-yeol's Sketchbook 11 września. Grupa wystąpiła również w programie Show Champion 15 września i M Countdown 16 września, gdzie w obu występach zajęła pierwsze miejsce.

## Notowania
| Lista                              | Najwyższa pozycja wykres tygodniowy | Przy.  |
| ---------------------------------- | ----------------------------------- | ------ |
| Korea Południowa (Gaon)            | 27                                  | [ 11 ] |
| Korea Południowa (K-pop Hot 100)   | 17                                  | [ 12 ] |
| Singapur (RIAS)                    | 22                                  | [ 13 ] |
| US World Digital Songs (Billboard) | 16                                  | [ 14 ] |

| Lista                            | Najwyższa pozycja wykres miesięczny | Przy.  |
| -------------------------------- | ----------------------------------- | ------ |
| Korea Południowa (Gaon)          | 31                                  | [ 15 ] |
| Korea Południowa (K-pop Hot 100) | 17                                  | [ 16 ] |

| Lista                   | Pozycja na koniec roku | Przy.  |
| ----------------------- | ---------------------- | ------ |
| Korea Południowa (Gaon) | 163                    | [ 17 ] |

## Nagrody
Programy muzyczne
| Rok  | Data        | Stacja telewizyjna | Program       |
| ---- | ----------- | ------------------ | ------------- |
| 2021 | 14 września | SBS MTV            | The Show      |
| 2021 | 15 września | MBC M              | Show Champion |
| 2021 | 16 września | Mnet               | M Countdown   |